# Mezquita Suraya
Suraya es la primera mezquita fundada en territorio mexicano, se localiza en la ciudad de Torreón, Coahuila, y fue establecida en 1989. Está ubicada en la calle Guadalajara 1007 en la colonia Nueva Los Ángeles. La mayoría de sus asistentes pertenecen a la rama chiita del islam.

## Historia
Desde comienzos del siglo XX se registra en Torreón y sus alrededores la presencia de inmigrantes procedentes de Oriente Medio dedicados principalmente al comercio. No obstante, fue hasta 1983 que aproximadamente 35 personas, descendientes de los primeros inmigrantes, comenzaron a reunirse en la casa de Hassan Zain Chamut, quien más adelante sería el líder de la comunidad.
Elías Serhan Salim, uno de los participantes de aquellas reuniones, tuvo la idea de edificar una mezquita. La construcción inició en 1986 y terminó en 1989, el mismo Serhan Salim fue uno de los principales patrocinadores del proyecto, que estuvo a cargo de Zain Chamut, arquitecto de profesión.